# Raposa-do-cabo
A raposa-do-cabo (Vulpes chama) é uma raposa de porte pequeno, nativa da África Austral. Esta espécie é a única raposa-verdadeira (gênero Vulpes) que ocorre na África Subsaariana e mantém as características primitivas do gênero, pois divergiu no início da história evolutiva do grupo.

## Descrição
Vulpes chama é um pequeno canídeo, geralmente medindo 45 a 62 cm de comprimento, sem incluir sua cauda, que possui tipicamente 30–40 cm. Tem 30-35 cm no ombro e geralmente pesa cerca de 2.5–4.5 kg. O crânio é muito semelhante ao de V. bengalensis, embora o crânio de V. chama seja ligeiramente mais largo e a região maxilar é ligeiramente mais curta.
As orelhas são relativamente grandes e pontudas, o focinho é pequeno e pontudo. A pelagem é macia e composta por uma camada espessa e ondulada de cerca de 25 mm de comprimento. A cor da pelagem é cinza-prateado, fulvo na parte de trás das orelhas, com cerdas brancas aparecendo ao redor da lateral do pavilhão auricular no centro. A cor do pescoço e das laterais é mais clara, as partes inferiores são pálidas e amareladas. A cabeça é de cor vermelha, e existem marcas brancas na garganta. As pernas são mais fulvas do que o resto do corpo. A cauda é densa e espessa, e pode ser prateada, fulva, amarelada com pontas marrons, ou preta. A ponta da cauda é sempre preta, e há uma mancha escura sobre a glândula caudal. V. chama apresenta pouco ou nenhum dimorfismo sexual.

## Distribuição e habitat
A raposa-do-cabo é a única espécie do gênero Vulpes existente África ao sul do equador. Ocupa principalmente áreas áridas e semi-áridas, mas em seções, como na Província do Cabo Ocidental da África do Sul, a espécie atinge áreas de maior pluviosidade e vegetação mais densa. Nas regiões central e ocidental da África Austral, a espécie é generalizada, atingindo cerca de 15°N no sudoeste de Angola. É comum em Zimbábue, Botswana e África do Sul, ocorrendo na maioria das províncias do Cabo Ocidental e do Norte, Cabo Oriental (excluindo o lado sudeste), o Estado Livre, oeste e noroeste de KwaZulu-Natal e a província do Noroeste. Também ocorre em Lesoto, uma região montanhosa elevada.

## Ecologia

### Dieta
As raposas-do-cabo são completamente onívoras e oportunistas, alimentando-se principalmente de pequenos mamíferos (como roedores) e insetos, mas também comumente se alimentam de aves, pequenos répteis , carniça e frutas. Outros itens alimentares incluem: gerbilos; ratos-do-campo e outros pequenos roedores, lebres, pássaros; filhotes e ovos de pássaros, material vegetal diverso, incluindo frutos silvestres, bagas, sementes, raízes e tubérculos; lagartos, certos insetos, como formigas-brancas, besouros e suas larvas, e gafanhotos. Também podem consumir mamíferos maiores, como Raphicerus campestris e outros carnívoros, como mangustos.
Embora tenham a fama de matar animais domésticos, como ovelhas, o nível de predação é desconhecido. A ovelha doméstica (Ovis aries) pode compreender até 16,6% do volume de seu estômago, mas parece atacar apenas cordeiros muito jovens (com menos de 3 meses), caso contrário, eles só se alimentam de ovelhas como carniça. As raposas costumam guardar comida em buracos.

### Parasitas e predadores
A raposa-do-cabo pode ser caçada por leões (Panthera leo), chacais-de-dorso-negro (Canis mesomelas) e outros predadores, como leopardos (Panthera pardus), caracais (Caracal caracal), e aves de rapina, como falcões e corujas. Seus filhotes podem ser mortos pelo ratel (Mellivora capensis).
Ela geralmente carrega o endoparasita Echinococcus granulosus e pode também ser parasitada por pulgas.

## Comportamento

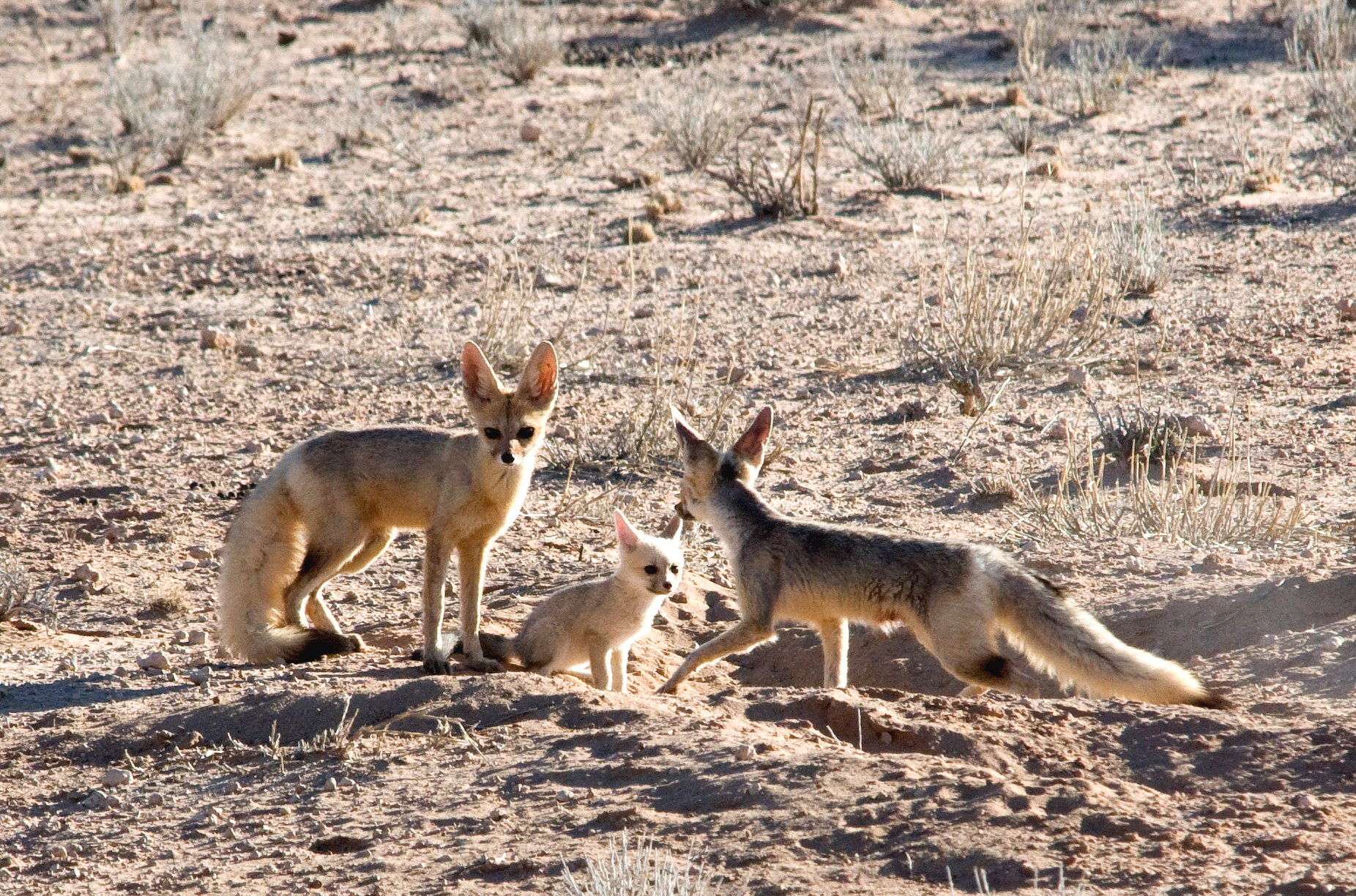
2 Cape fox and cub

A raposa-do-cabo é noturna e mais ativa antes do amanhecer ou após o anoitecer. Durante o dia, ela normalmente se abriga em buracos, cavidades ou matagais densos. Muitas vezes escava sua própria toca, embora geralmente modifique uma toca abandonada de outra espécie, como de Pedetes capensis, aos seus requisitos específicos.
As raposas-do-cabo são majoritariamente solitárias e, embora formem pares durante o acasalamento, os machos e as fêmeas são frequentemente encontrados forrageando sozinhos. Ocasionalmente, porém, eles podem se reunir em grupos para se alimentar. Embora V. chama demonstre sinais de territorialidade, como a marcação de território, ocorre sobreposição de área de vida e a espécie não é considerada primariamente territorial. A raposa-do-cabo geralmente se comunica com chamados suaves. No entanto, pode emitir um latido alto de alarme. São capazes de latir, mas aparentemente não uivam. Eles podem usar outras formas de comunicação, como expressões faciais e movimento da cauda.

## Reprodução

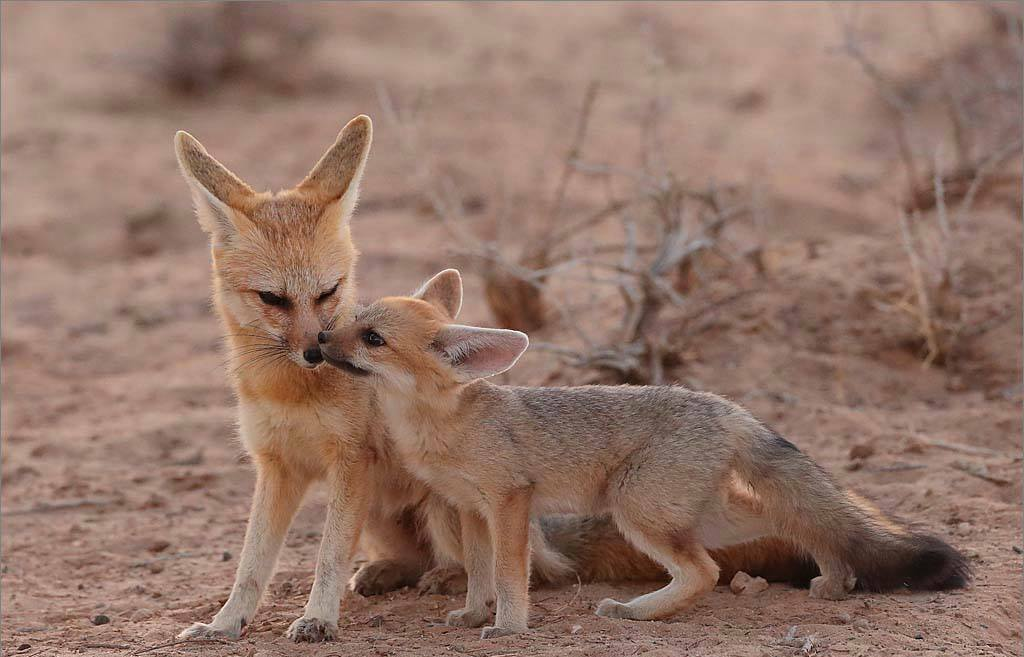
Raposas-do-cabo.

Durante a época de reprodução, no inverno do hemisfério sul, os meses de julho e agosto, pares monogâmicos podem ocorrer, mas a duração e constância anual não são bem conhecidas. Os adultos normalmente só têm contato durante a temporada de acasalamento.
A fêmea tem um período de gestação de 51 a 53 dias e dá à luz uma ninhada de um a seis filhotes. Eles normalmente pesam de 50 a 100 g ao nascer. Criados no subsolo em tocas, os filhotes ficam perto da toca até cerca de quatro meses de idade. Várias fêmeas também podem compartilhar simultaneamente a mesma toca. Os filhotes são desmamados por volta das seis a oito semanas de idade, mas não começam a forragear até os quatro meses de idade e costumam brincar ao ar livre durante o dia. Ambos os pais cuidam dos filhos, com o macho também fornecendo comida para a fêmea por pelo menos por 1 a 2 semanas após o parto. Os filhotes geralmente se tornam independentes entre 5 e 11,5 meses de idade, quando se dispersam (geralmente em junho ou julho). Alguns subadultos roubam comida trazida pelos pais para os filhotes na toca.
Um grupo familiar geralmente consiste nos pais e seus filhos, mas grupos familiares diferentes às vezes se misturam durante a alimentação. Várias ninhadas são possíveis e foram observadas; entretanto, a fêmea geralmente expulsa os filhotes da última ninhada quando está esperando outra. As raposas do cabo crescem totalmente em cerca de um ano, com a fêmea e o macho atingindo a maturidade sexual aos 9 meses. A Raposa do Cabo tem uma expectativa de vida de cerca de seis anos, mas pode viver até 10 anos.

## Conservação
A perda de habitat não parece ser um fator importante para o estado de conservação da raposa-do-cabo; em algumas regiões, as mudanças nas práticas agrícolas resultaram no aumento do alcance para esta espécie. Como se presume que essas raposas atacam animais domésticos e gado, em particular ovinos, elas são comumente perseguidas pelos fazendeiros, por vários métodos de controle, como armadilhas de perna e o uso ilegal e generalizado de venenos agrícolas em fazendas comerciais. Essas medidas de controle não aparentam ter um grande impacto nas populações de raposa-do-cabo, embora tenham resultado em declínios em algumas áreas. As raposas também frequentemente sucumbem a doenças como raiva e cinomose, e um grande número é atropelado na estrada. Cerca de 2.500 indivíduos são mortos anualmente; que é aproximadamente 16% da população. No entanto, as populações de  V. chama  são atualmente estáveis em toda a sua extensão geográfica, portanto, a espécie não está listada na Lista Vermelha da IUCN.